# Magnoflorina
La magnoflorina es una alcaloide aporfínico ansiolítico aislado del rizoma de Sinomeni caulis.